# Héctor Tosar

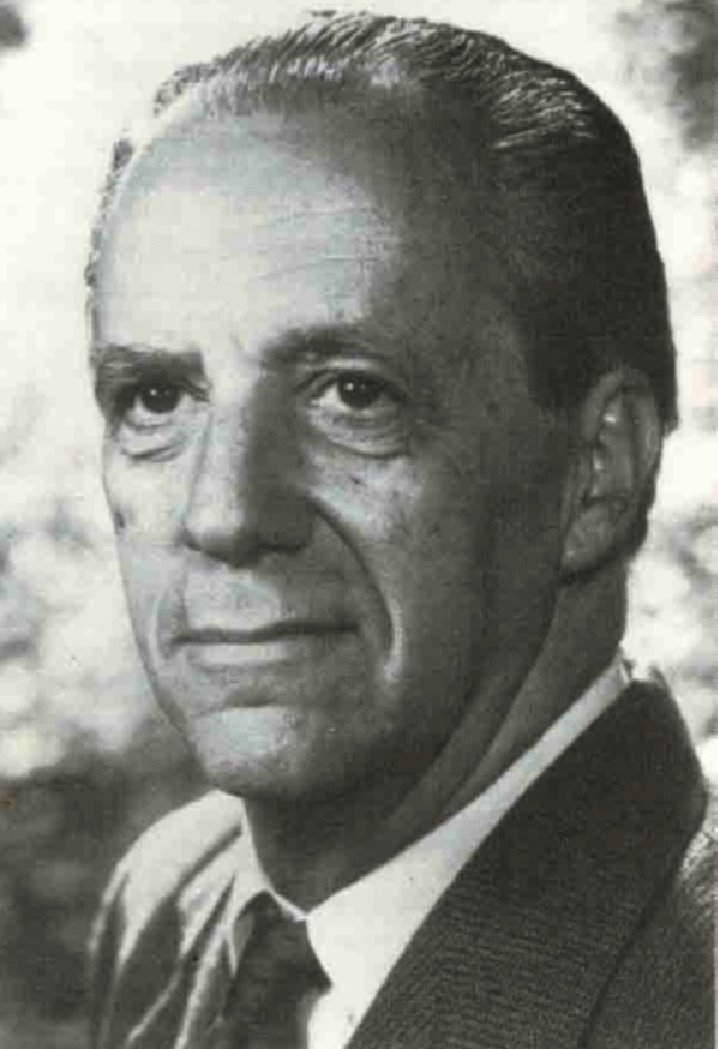
Héctor Tosar

Héctor Alberto Tosar Errecart (* 18. Juli 1923 in Montevideo; † 11. Januar oder 17. Januar 2002 ebenda) war ein uruguayischer Komponist, Dirigent und Pianist.

## Leben und Wirken
Tosar studierte Klavier bei Guillermo Kolischer, Komposition und Instrumentation bei Lamberto Baldi und Harmonielehre bei T. Mujica. 1946 ging er mit einem Stipendium der Guggenheim-Stiftung in die USA, wo er Kompositionsschüler von Aaron Copland, Arthur Honegger und Darius Milhaud war und Orchesterleitung bei Serge Koussevitzky studierte. Von 1948 bis 1950 setzte er seine Studien bei Honegger und Milhaud sowie den Dirigenten Eugène Bigot und Jean Fournet in Paris fort.
Als Pianist trat Tosar in ganz Lateinamerika und den USA auf. 1966 unternahm er auf Einladung der UNESCO eine Konzertreise durch Indien und Japan. Er unterrichtete am Conservatorio Nacional de Música Uruguaya und nach Aufhebung der demokratischen Rechte in Uruguay am Conservatorio de Música de Puerto Rico, dem Instituto Venezolano de Música in Caracas sowie der Indiana University.
Nach dem Ende der Militärdiktatur in Uruguay 1985 wurde er künstlerischer Leiter des Servicio Oficial de Difusión Radiotelevisión y Espectáculos (SODRE), Professor und Direktor des Conservatorio Universitario de Música sowie Direktor des Núcleo de Música Nueva, der Sociedad Uruguaya de Música Contemporánea und der Juventudes Musicales del Uruguay. 1992 wurde er vom uruguayischen Erziehungsministerium für sein Lebenswerk ausgezeichnet.
Zu Tosars Schülern zählten Juan José Iturriberry, Daniel Viglietti, Conrado Silva, Ariel Martínez, Miguel Marozzi, Carlos da Silveira, Jorge Lazaroff, Eduardo Fernández, Elbio Rodríguez Barilari, Ulises Ferretti, Fernando Cóndon, Daniel Maggiolo, Álvaro Méndez Bonomi, Álvaro Carlevaro, Juan Felipe Silveira Gramont, Jorge Camiruaga, Luis Jure und Fernando Ulivi.

## Werke
- Toccata für Klavier, 1940
- Danza criolla für Klavier, 1940
- Salmo 102 für Sopran, gemischten Chor und Orchester, 1944, 1957
- Sinfonía para cuerdas, 1950–51
- Divertimento für Bläserquintett, 1957
- Te Deum für Bass, gemischten Chor und Orchester, 1960
- Cuatro piezas para piano, 1961, 1963
- Aves errantes, 1963
- Tres piezas para piano, 1976
- Nómoi y Ecos, 1977
- Concierto para piano y orquesta, 1979
- Cadencias für Orchester, 1979
- Sul re für Klavier, 1981
- Cinco piezas concertantes für Violine und Orchester, 1986–87
- Passacaglia (Version für Posaune und Tuba 1993, für Orgel 1994)

## Schriften
- Los Grupos de Sonidos, 1990